# あなたの息子を受け取ってください、旦那様
『あなたの息子を受け取ってください、旦那さま』（英: Take Your Son, Sir!）は、イギリスの芸術家フォード・マドックス・ブラウンによる未完の絵画で、生まれたばかりの息子を父親に見せる女性を描いている。彼女は絵の鑑賞者に向かって自分の赤ん坊を差し出しているが、彼は暗黙のうちに父親と同一視されており、背後の鏡に映る父親は腕を広げて赤ん坊を受け入れているのが見える。鏡は母親の頭の後ろにも後光を形成し、壁紙の模様は星空を連想させる。ブラウンの主な影響は、最近ナショナル・ギャラリーに収蔵されたヤン・ファン・エイクの『アルノルフィーニ夫妻像』であった。この鏡はファン・エイクの絵画に登場する円形の鏡に似ており、絵の中のカップルを見つめる画家の姿を映している。
女性はクリノリンを着ており、絵の下部全体を覆うように広がる。ブラウンはこの部分を未完成のままにして、ドレスを大まかに正方形にして輪郭をスケッチした。タイトルは、右側の子供の下にある未完成のドレスに書かれている。
ブラウンがこの絵を描いている間、ブラウン自身の妻は妊娠しており、アーサーと名付けられた息子を出産した。その後、アーサーは生後わずか10か月で亡くなり、ブラウンは息子への悲しみからこの絵を完成させることができず、放棄したと考えられている。

## 解釈
この絵には主に2つの解釈がある。ほとんどの批評家は、これを夫に子供を捧げる妻のイメージとみなしており、その解釈は神聖な象徴性と、ブラウンが自分の妻と生まれたばかりの息子を描いたという事実によって裏付けられている。しかし、注釈者の中には、捨てられた愛人が自分の赤ん坊を父親に差し出す、より対立的なイメージとして解釈する者もいる。
美術史家のマーシア・ポイントンは、この絵は意図的に逆説的であり、新たな生と死の間の葛藤をもじったものであると主張した。彼女は、赤ん坊の描写は女性の体内の内臓に囲まれた胎児の医学的画像に影響を受けており、女性のつやつやした白くやつれた顔立ちは死を示唆していると示唆している。